# Tinodes kypselos
Tinodes kypselos là một loài Trichoptera trong họ Psychomyiidae. Chúng phân bố ở miền Cổ bắc.